# Рослятіно
Росля́тіно (рос. Рослятино) — село у складі Бабушкінського району Вологодської області, Росія. Адміністративний центр Рослятінського сільського поселення.

## Населення
Населення — 844 особи (2010; 836 у 2002).
Національний склад (станом на 2002 рік):
- росіяни — 99 %